# 라우티아니아

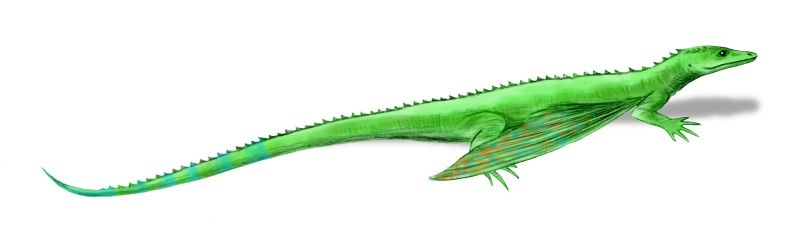

라우티아니아(학명:Rautiania alexandri)는 도마뱀목 베이글티사우루스과에 속하는 도마뱀이다. 지금은 멸종된 종으로서 전체적인 몸길이가 2~3m인 중대형 도마뱀에 속한다.

## 특징
라우티아니아는 와이겔티사우루스과에 속하는 글라이딩 네오디압시드 파충류들의 멸종된 속이다. 로티아니아의 고립된 화석 유적은 러시아의 후기 페름교도로부터 알려져 있다. 속은 두 종인 라우티아니아 알렉산드리(종종)와 로티아니아 미니이치로부터 알려져 있는데 최대 뼈와 두정골의 양상이 다르다. 특정한 라우티아니아 화석은 오랫동안 고생물학자들이 암시해왔던 바이글티사우루스 해부학과 생활 방식의 특정 측면을 드러내는데 도움을 주었다. 예를 들어, 머리 뒤쪽에 있는 "크레스트"의 구성요소 뼈와 숲의 개간지에서의 삶에 대한 많은 양의 적응과 같은 것이다. 라우티아니아의 두개골은 여러 가지 독특한 특징을 가지고 있었는데 이것은 각 라우티아니아 종(라우티아 알렉산드리, 라우티아니아 미니치)뿐만 아니라 다른 바겔티사우루스 종과 그 속들의 구성원을 서로 구별하는 데 도움을 준다. 프리맥실라(주둥이의 끝에 있는 톱니뼈)는 11~13개의 이빨로 길고 좁았다.(웨이겔티사우루스 재켈리보다 2배 이상 많았다.) 맥실라(코뿔소의 옆쪽에 있는 톱니뼈)는 종마다 달랐다. R. 알렉산드리는 30개의 치아가 촘촘히 간격을 두고 있는 맥시야와 눈 밑의 산등성이를 가지고 있었다. 반면 라우티아니아 미니이치는 더 적은 (23)의 치아를 가진 맥시야를 가지고 있었고 더 잘 간격을 두고 있었고 눈 밑에는 능선이 없었다. 라우티아니아 치아는 왼쪽에서 오른쪽으로 유달리 납작해지고 앞뒤로 확대되었다. R. 알렉산드리에서 이것은 맥실라의 후방에서 가장 잘 발음되며 R. 미니이치에서는 맥실라의 중간에서 가장 잘 발음된다. 전축 치아는 작고 원뿔형이며 약간 재발했으며 전축 뒤쪽으로 가장 컸다. 등사각형(하악골의 뒷부분의 위쪽 가장자리를 형성하는 뼈)은 바깥 면에 두 개의 뾰족하게 솟은 부분이 있었고 안쪽 면에는 근육을 붙이기 위한 넓은 부위가 있었다. 라우티아니아 뼈는 특히 두개골 후면의 뼈와 관련된 와이겔티사우루스과 두개골 해부학의 특정 측면을 명확히 하는데 도움을 주었다.다른 위글티사우루스(Weigeltisaurids)와 마찬가지로 라우티아니아 해골의 뒷부분에는 양쪽 면에 큰 구멍(일명 시간적 페네스트라)이 있고 가시가 장식된 뼈로 가장자리를 이루며 일종의 '크레스트(crest)'를 이루고 있었다. 시간적 페네스트라의 뒤쪽 하단 모서리는 현재 라우티아니아에서 3차원 보존된 4차원 주갈이 발견되었기 때문에 4차원 주갈뼈에 의해 형성된 것으로 알려져 있다. 그것은 하나의 큰 스파이크를 가지고 있고 턱관절의 사분골에 단단히 연결되어 있는 작은 것이었다. 위글티사우루스(weigeltisaurids)에서 사방주갈(squaratojugal)이 발견됨으로써 시간적 페네스트라의 후방을 형성한 뼈가 편평골이었음을 알 수 있다. 라우티아니아의 편평한 부분은 키가 크고 약간 뒤로 비스듬히 기울어져 있었다. 그것은 위글티사우루스류에서 흔히 볼 수 있는 것처럼 바깥쪽으로 향하는 큰 가시들로 둘러싸여 있었다. 시간적 페네스트라의 위쪽 가장자리는 두정골에 의해 형성되는데 두정골은 라우티아니아 종의 구조가 다르다. R. 알렉산드리에서 두정맥은 그들의 기지에 결합되는 얇고 막힌 구조를 가지고 있다. 반면 R. 미니이치의 두정에는 크고 넓은 간격을 가진 가시가 줄지어 있다. 후전두골의 윗부분은 다른 위글티사우루스보다 라우티아니아에서 더 넓다. 불라노프 & 센니코프(2010)는 라우티아니아의 뼈에서 주목할 만한 몇 가지 부위, 즉 천골(엉덩이 척추뼈), 허머러스(팔뼈 위쪽), 마누스(손쪽)를 묘사했다. 천골은 세 개의 척추뼈에 의해 형성되었고 다른 위글티사우루스균은 다른 파충류에서와 마찬가지로 (아마도 잘못해서) 두 개가 있는 것으로 보고되었다. 그것의 형태학에 근거해 볼 때 최초의 천골 척추뼈는 아마도 조상적으로 천골의 일부가 아니었다. 천골은 각 척추 양쪽에 하나씩 있는 세 개의 천골 갈비뼈를 통해 각 장골(엉덩이 위쪽 판)에 연결된다. 두 번째와 세 번째 천골 늑골은 거대하여 각각의 척추뼈에 융접하여 부채꼴 구조로 납작하게 되었다. 첫 번째 천골 갈비는 약간 뒤로 구부러지고 두 번째 천골 갈비는 곧게 뻗고 세 번째 천골 갈비는 약간 앞으로 구부러진다. 유머러스는 세로축을 따라 길고 구부러졌으며 강하게 꼬여 있었다. 뼈의 구조가 가벼웠음에도 불구하고 마디를 이루는 노브와 능선, 구덩이가 잘 발달되어 있었다. 전체적으로 페트롤라코사우루스, 아라에오스셀리스 등 아라에오스셀리디아 파충류들의 유머러스(humerus)와 매우 흡사했다. 손에는 다섯 자리 숫자로 긴 팔랑어(손가락 뼈)가 있었다. 팔색조 공식(각 손가락에 있는 팔색조의 수)은 2-3-4-5-4로 다섯 번째 손가락이 일반화된 파충류(팔색조 공식 2-3-4-5-3)보다 한 개의 관절을 더 가지고 있음을 의미한다. 팔랑어는 손가락 끝을 향해 길이가 증가하는데 손가락 끝에는 크고 강하게 구부러진 비구슬이 있다. 다른 위글티사우루스처럼 라우티아니아 개인은 몸통에 붙어 있는 뼈 막대 사이에 늘어져 있는 피부 위에서 미끄러질 수 있었다. 비록 어떤 라우티아니아 표본도 이 막대들을 보존하지 않지만 이 종의 몇몇 화석들은 수목 생명에 대한 적응뿐만 아니라 무게를 줄이는 특징을 가지고 있다. 예를 들어 편평골은 운하와 공기주머니가 열린 내부 구조를 가지고 있어서 그 크기에 비해 큰 볏이 상당히 가벼웠다.(대부분의 파충류에서와 같이 2개가 아닌) 세 개의 천골 척추뼈의 존재는 엉덩이가 미끄러진 후 나무에 착지하는 충격을 흡수하는데 도움이 되었을 것이다. 몸이 가벼우면서도 강한 유머러스 덕분에 이 동물은 더 나은 공중 능력과 더 유연한 등반 능력을 모두 갖게 되었을 것이다. 손 비율은 현대의 등산 도마뱀과 포유류의 것과 매우 유사하며 라우티아니아와 다른 위글티사우루스 종들이 수목 생명에 잘 적응했다는 주장을 더욱 뒷받침한다. 글라이딩은 숲 위쪽의 캐노피에 있는 희박한 나무꼭대기 사이의 이동을 완화하기 위한 적응일 가능성이 높다. 또한 라우티아니아는 다리가 매우 크게 잘 발달된 종으로서 이는 육상에서 빠른 달리기의 속력을 내는 것이 가능하도록 하게 해주었다. 먹이로는 당대에 서식했던 곤충, 절지동물 등을 잡아먹고 살았을 육식성의 도마뱀으로 추정되는 종이다.

## 생존시기와 서식지와 화석의 발견
라우티아니아가 생존했던 시기는 고생대의 페름기로서 지금으로부터 2억 9000만년전~2억 4500만년전에 생존했었던 종이다. 생존했었던 시기에는 유럽을 중심으로 하여 당시에 존재했던 초원이나 산맥의 밀림 및 열대우림 등에서 주로 서식했었던 도마뱀이다. 화석의 발견은 2006년에 유럽의 페름기에 형성된 지층에서 유럽의 고생물학자들에 의하여 처음으로 화석이 발굴되어 새롭게 명명된 종이다.

## 같이 보기
- 파충류
- 고생대
- 페름기
- 도마뱀
- 화석